# Pierre Plantard
Pierre Athanase Marie Plantard (Pariz, 18. ožujka 1920. – Pariz, 3. veljače 2000.) bio je ključna figura u povijesti udruge sionski priorij. Općenito se polazi od toga da je izumio brojne povijesne tvrdnje, koje su se kasnije poslužile kao inspiracija za radnje romana Sveti Gral i njegovi nasljednici i Da Vincijev kod. 
Od 1975. rabio je prezime Plantard de Saint-Clair koje je izmislio prije objave intervjua s Jean-Lucom Chaumeilom u časopisu L'ere d'Aquarius.  Prezime Saint-Clair izabrao je jer je to bilo ime plemićke obitelji s područja Gisors, koja je u Plantardovoj izmišljenoj mitologiji odigrala stanovitu ulogu kod zbrinjavanja navodnog templarskog blaga. 

## Mlade godine
Pierre Plantard rodio se 18. ožujka 1920. kao dijete batlera Pierra Plantarda i kuharice Marie Amelie Raulo. 
Nakon što je napustio školu u 1937., počeo je osnivati fantomske udruge s ciljem "očistiti i obnoviti Francusku". Dana 16. prosinca 1940. Plantard je napisao Pétainu pismo, u kojem je izrazio svoje vjerovanje u "strašnu masonsku i židovsku zavjeru protiv Francuske " i upozorio Pétaina, da brzo mora odgovoriti na tu prijetnju i da nudi "stotinu pouzdanih ljudi" ... "koji bi se prihvatili rješavanja problema" 
Druga Plantardova fantomska udruženja bila su Union Française (1937.),  Renovation Nationale Française (1941.) i Alpha Galates (1942. i 1946.).
Njemačke vlasti Plantardu nisu dopustile osnivanje Renovation Nationale Française i kad je ignorirao zabranu osuđen je na četiri mjeseca zatvora u Fresnesu. 